# 野村佳奈子
野村 佳奈子（のむら かなこ、7月25日 - ）は、日本のフリーアナウンサー。主に福井放送 (FBC) の番組に出演していた。
福井県大野市出身。身長151cm。既婚者で2児（娘2人）の母。

## 担当番組

### FBCテレビ
- まちかど通信
- こんにちは市民の時間です
- 福井市 市役所百貨店 - ナビゲーター[3]
- ふれあい若狭 - リポーター（2008年4月 - ）[4]

### FBCラジオ
- げんき一番（2003年10月 - ）[5]
- らぶLOVEラジオ（2004年10月 - ）[6]
- FBCラジオ土曜スペシャル - 不定期パーソナリティ[6] → レギュラーパーソナリティ（2012年1月7日 - 2013年9月28日）[7]
- 夜の井戸端会議〜奥様はマジ〜（2005年10月 - ）[8]
- 朝倉戦国祭り歌謡ショー
- 良ーいドン!! - 不定期アシスタント